# Gåstjärnarna (Arvidsjaurs socken, Lappland, 727778-163387)
Gåstjärnarna är en sjö i Arvidsjaurs kommun i Lappland och ingår i Byskeälvens huvudavrinningsområde. Gåstjärnarna ligger i Byskeälven Natura 2000-område.